# Beverly-Hills-Ölfeld

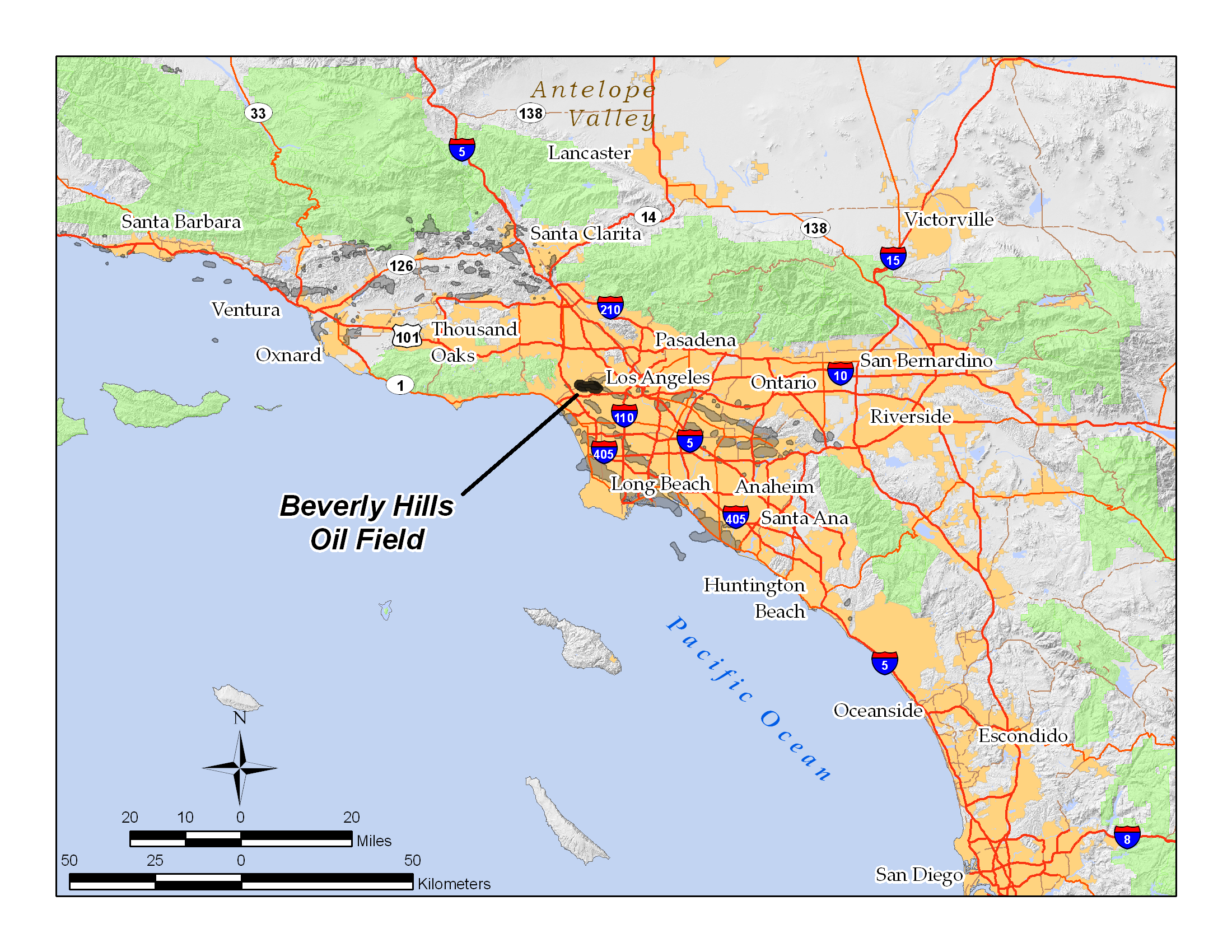
Lage des Beverly Hills Oil Fields im Becken von Los Angeles und Südkalifornien. Andere Ölfelder sind in grau dargestellt.

Das Beverly-Hills-Ölfeld (englisch Beverly Hills Oil Field) ist ein großes und derzeit aktives Ölfeld unterhalb von Teilen der Stadt Beverly Hills und ihrer Nachbarstadt Los Angeles in Kalifornien. Das 1900 entdeckte Ölfeld ist mit einer kumulierten Produktionsmenge von mehr als 150 Millionen Barrel Rohöl nach Größe in Kalifornien an 39. Stelle. Es ist ungewöhnlich, dass sich in einem Ballungsraum ein dermaßen großes, ständig genutztes Ölfeld befindet. Die gesamten Aktivitäten des Bohrens, Förderns und der Weiterbeförderung für die 97 aktiven Förderstellen wird innerhalb von vier großen „Bohrinseln“ – großen, fensterlosen Gebäudekomplexen – an Pico und Olympic Boulevard vorgenommen, von wo aus sich diagonal gerichtete Bohrungen zu den Quellen in den verschiedenen ölführenden Formationen direkt unter den millionendollarteuren Villen und Gewerbebauten in einer der wohlhabendsten Städte der Vereinigten Staaten erstrecken. Die jährliche Produktion des Ölfeldes belief sich 2006 auf 1,09 Millionen Barrel, 2007 auf 966.000 Barrel und 2008 auf 874.000 Barrel. Das restliche Vorkommen wird vom California Department of Conservation auf eine Menge von etwa elf Millionen Barrel Rohöl geschätzt. Die drei größten Betreiber waren im Jahr 2009 die unabhängigen Ölgesellschaften Plains Exploration & Production, BreitBurn Energy und Venoco, Inc.

## Lage

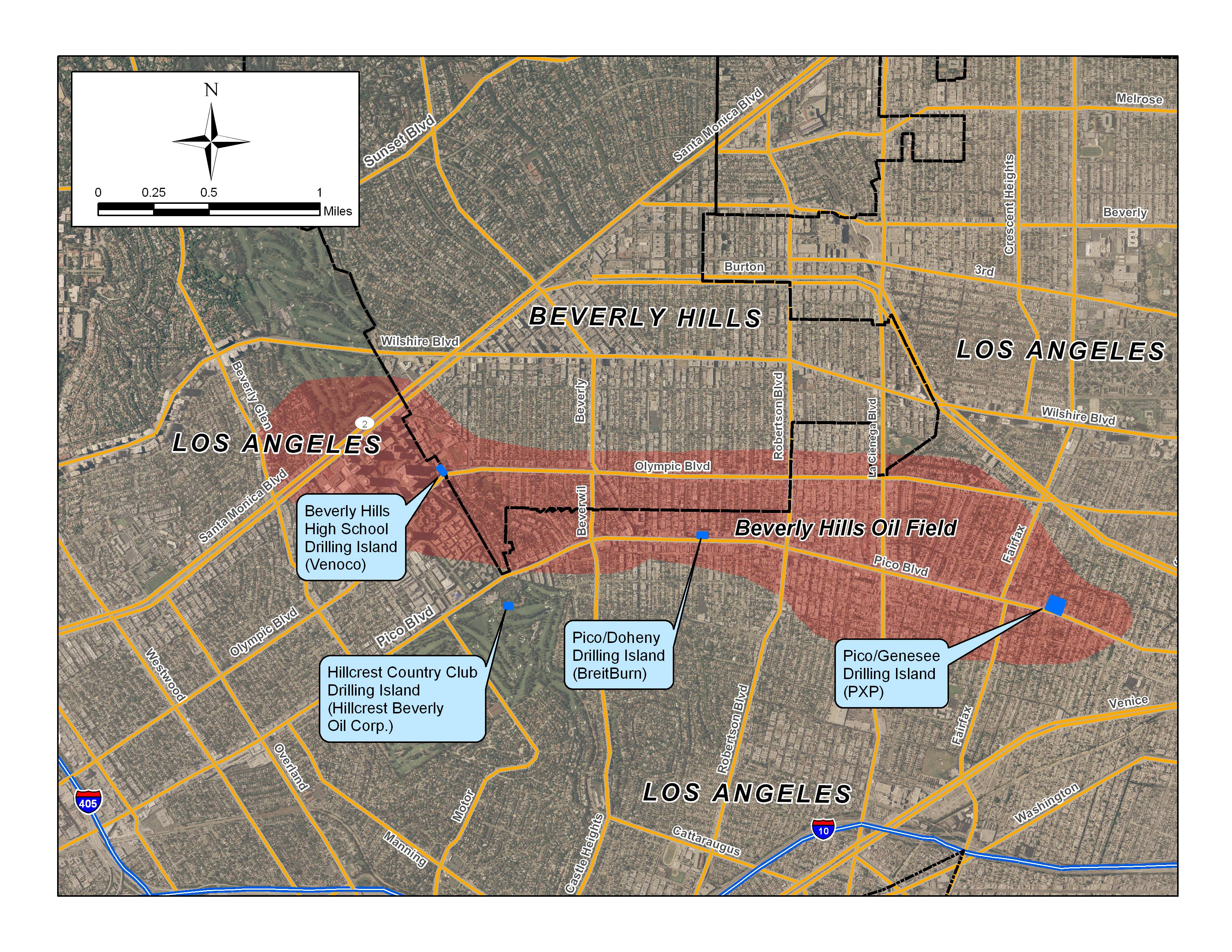
Detaillierte Darstellung des Beverly Hills Oil Field, aus der die relative Position in Bezug auf Beverly Hills und Los Angeles hervorgeht. Dargestellt werden auch die vier aktiven Bohrzentren. Ein fünftes, inaktives Bohrzentrum westlich der Beverly Hills High School, ist nicht
eingezeichnet.

Obwohl es ungewöhnlich ist, dass ein Ölfeld vollständig innerhalb der Stadtgrenzen einer Großstadt liegt, ist dieses Ölfeld nur eines im Becken von Los Angeles, das heute von dichter Wohn- und Gewerbebebauung überdeckt ist. Das Feld ist lang und schmal. Es ist etwa sechs Kilometer lang und nicht ganz einen Kilometer breit. Die lange Achse hat ungefähr eine Ost-West-Ausrichtung, beginnend an der Kreuzung von Santa Monica Boulevard und Beverly Glen Avenue im Westen, führt nach Osten am Pico Boulevard entlang an La Cienaga und Fairfax Avenue vorbei bis zur Kreuzung mit der Hauser Avenue. Von Norden nach Süden ist das Ölfeld schmaler und erstreckte sich in der Nähe seiner Mitte vom Monte Mar Drive in Los Angeles bis etwa zwei Blöcke nördlich des Olympic Boulevard in Beverly Hills. Die produktive Gesamtfläche umfasst auf die Oberfläche projiziert rund 1200 Acre (etwa 480 Hektar).
Bei den meisten Ölfeldern werden die Bohrungen in optimaler Lage vorgenommen, direkt über dem Zielgebiet. Doch dieses Vorgehen ist innerhalb der Grenzen einer dicht bebauten Stadt nicht möglich, sodass alle Bohrungen von vier inselartigen Gebäuden aus vorgenommen werden. Diese Gebäude sind fensterlose, schalldichte Bauten – um die Auswirkungen auf Nachbargrundstücke möglichst gering zu halten. Das westlichste dieser Gebäude beinhaltet Ölquellen, die von Venoco, Inc. betrieben werden, und befindet sich auf dem Grundstück der Beverly Hills High School an der Ecke von Olympic Boulevard und Heath Avenue, direkt südwestlich des Footballfeldes. Zu diesem Bohrkomplex gehören auch Lagertanks, mehrere Öl-Wasser-Trenneinheiten, ein Pumpenhaus, eine Kompressorenhalle und ein Bürogebäude.
Eine weitere Einrichtung, die der an der Beverly Hills High School ziemlich ähnlich ist, wird von BreitBurn Energy nördlich des Pico Boulevard zwischen dem Doheny Drive und der Cardiff Avenue betrieben. Die größte dieser vier Bohrinseln umfasst mehr als 50 aktive Bohrlöcher und wird von Plains Exploration & Production betrieben. Sie liegt ebenfalls nördlich des Pico Boulevard, jedoch zwischen Genesee Avenue und Spaulding Avenue. Zu den hier betriebenen Bohrlöchern gehören auch solche, die nach Nordosten in das Salt-Lake-Ölfeld gerichtet sind. Innerhalb der Grenzen des benachbarten Cheviot-Hills-Ölfeldes, auf dem Boden des Hillcrest Country Club, etwa 150 m südlich der Kreuzung von Pico Boulevard und Century Hill East Avenue befindet sich ein viertes, kleineres Bohrzentrum, das von Hillcrest Beverly Oil Corp betrieben wird. Hier befinden sich neben mehreren direkt in jenes Ölfeld betriebenen Bohrungen auch 12 aktive Quellen, die diagonal in das Beverly Hills Oil Field gebohrt wurden.
Die Betreiber eines fünften Bohrzentrums an der nördlichen Ecke der Kreuzung der Avenue of the Stars mit dem Constellation Boulevard in Century City gaben dieses 1990 auf. Diese Einrichtung wurde in den 1950er Jahren auf einem damaligen Hintergrundstück der 20th Century Fox Studios errichtet. Von den 1970er Jahren ging die Produktion laufend zurück und die letzte Quelle wurde 1989 geschlossen. Die Landverwendung änderte sich und steigende Immobilienpreise trugen zu der Schließung bei.
Die Stadtverwaltung von Los Angeles ist für alle Genehmigungen von Bauten und Emissionen in Bezug auf das Ölfeld zuständig.

## Geologie
Das Feld ist eine antiklinale Struktur, bei der das Erdöl durch eine Kombination von strukturellen als auch stratigraphischen Mechanismen eingeschlossen wurde. Südlich des Ölfeldes liegt die Brentwood-Las-Cienegas-Verwerfung und im Westen endet es in der Nähe der Santa-Monica-Verwerfungskomplexes. Die geringste Tiefe der größeren Vorkommen wirtschaftlich abbaubaren Erdöls reicht von etwa 1600 bis 2100 m unter dem Meeresspiegel (die durchschnittliche Lage dieses Bereiches des Beckens von Los Angeles beträgt etwa 60 m über dem Meeresspiegel).
Die oberste produzierende Einheit war die erste entdeckte ölführende Schicht, die als Wolfskill Zone bekannt wurde und innerhalb der sogenannten Repetto-Sande liegt, einer im Pliozän entstanden Struktur vor allem im westlichen Teil des Ölfeldes. Das Öl in diesen Sanden wird vor allem in zusammengedrückten Strukturen gefunden, in denen das Öl in durchlässigeren Schichten eingeschlossen ist von undurchlässigen Schichten. Unterhalb dieser Einheit liegt, getrennt durch eine Diskordanz, die mächtigere Modelo-Formation, die aus mehreren Sanden besteht: den D/M-Sanden oben, dem Hauser-Sand, etwa 1400 m unter dem Meeresspiegel und dem Ogden-Sand, etwa 2200 m unter dem Meeresspiegel. Unterhalb des Ogden-Sandes befindet sich eine knollenförmige Schiefereinheit, die ebenfalls zur Modelo-Formation gehört, jedoch nicht ölführend ist. Sowohl Ogden- als auch Hauser-Sand sind sehr produktiv, in den D/M-Sanden sind wenige ölführende Blasen zu finden; diese bilden an anderer Stelle eine undurchdringliche Decke für den Hauser-Sand. Die tiefste Ölquelle in dem Ölfeld liegt in einem Teil des Ogden-Sandes im östlichen Teil des Feldes. Sie wurde 1967 entdeckt und befindet sich in einer Tiefe von rund 3300 m unter dem Meeresspiegel.
Nach Angaben von BreitBurn Energy, einem der beiden größeren Produzenten im östlichen Teil des Feldes, waren ursprünglich 600 Millionen Barrel Rohöl vorhanden; bislang wurden 111 Millionen Barrel gefördert, sodass noch 489 Millionen Barrel verblieben sind. Das Unternehmen machte jedoch keine Angaben, wie viel davon mit den derzeitigen Technologien wirtschaftlich genutzt werden kann.

## Geschichte, Produktion und Betrieb
Erdöl wurde im nördlichen Teil des Beckens von Los Angeles 1893 entdeckt, nicht weit entfernt vom Zentrum der Stadt. Der Ausbau des Los Angeles City Oil Field erfolgte rasch und bereits 1895 produzierte dieses Ölfeld mehr als die Hälfte des in Kalifornien geförderten Rohöls. Die Bohrleute begannen nach anderen Ölvorkommen in dem Becken zu suchen, auch um mit dem im Kern County erschlossenen Ölfeldern Schritt zu halten. Im Juli 1900 bohrte W.W. Orcutt in die Wolfskill-Zone der Repetto-Sande, etwa 750 m unter der Oberfläche und entdeckte so das Beverly-Hills-Ölfeld. Zwar war das Öl von einer ausreichend guten Qualität – es war dünnflüssig, mit einem hohen API-Grad (zwischen 33 und 60), dennoch mit nur geringem Anteil an Schwefel – doch verlief die Erschließung langsam, weil dieser Fund relativ klein war und andere Ölfelder im Becken von Los Angeles fast so schnell wuchsen, wie die Betreiber Bohrtürme aufbauen konnten.
Der östliche Teil des Ölfeldes – meist knapp als East Area bekannt – ist der produktivste. Es ist auch das bisher letzte entdeckte der größeren Ölfelder im Los Angeles Basin; es wurde erst 1966 gefunden. Seine größte Fördermenge erreichte das Feld schon rasch, innerhalb von zwei Jahren, als 1968 eine Fördermenge von 11,8 Millionen gemeldet wurde. 1988 kaufte BreitBurn Energy einen Teil des Beverly Hills Oil Field, um moderne Erkundungsmethoden und sekundäre Fördertechnologien auf das sich erschöpfende Ölfeld anzuwenden, nachdem die vorherigen Betreiber sich zurückzuziehen begannen zugunsten von weniger stark regulierten Gebieten, in denen weniger aufwendige Technologien zur Verfügung stehen.
Die Betreiber des Ölfeldes begannen 1968 in verschiedenen (heute von BreitBurn und Plains betriebenen) Pools der East Area mit der Wassereinspritzung. Bei dieser Methode wird Produced Water in die ölführenden Schichten gepumpt, um den Druck zu erhöhen. Üblicherweise sinkt dieser Druck, je mehr Röhöl gefördert wird, sodass die Fördermenge immer weiter zurückgeht. Durch das Einspitzen von Wasser wird dem entgegengewirkt. Die Nutzung dieses Wassers ist im urbanen Umfeld außerdem ein bequemer Weg, diese Industrieabwässer zu beseitigen, weil mit dem Rohöl aus dem Ölfeld gelangendes Wasser oft die Menge des geförderten Erdöls übersteigt. Bei Ölfeldern in isolierteren Gebieten nutzt man weitausgedehnte Wasserbecken, damit das überschüssige Wasser verdunsten kann. In einem Ballungsraum ist dies nicht möglich, einerseits aus Platzgründen, andererseits weil in einer urbanen Umgebung höhere Standards hinsichtlich des Umweltschutzes gelten. So gibt für 2008 das California Department of Conservation, Division of Oil, Gas, and Geothermal Resources (DOGGR) für das Ölfeld eine Fördermenge von 882.953 Barrel Röhöl und zusätzlich 8.732.941 Barrel Wasser an. Davon wurden 7.280.887 Barrel zurück in die ölführenden Schichten gepumpt.
Weil viele der Bewohner des Gebietes die Schürfrechte zu ihren Anwesen besitzen, haben sie ein Anrecht auf die Zahlung von Lizenzgebühren für das Öl, das von unter ihrem Land gefördert wurde. 1975 erhielten rund 6200 Personen solche Zahlungen.
Die Erschließung des Ölfeldes war nicht ohne Kontroversen. Der Bohrkomplex bei der Beverly Hills High School führte 2003 zu einer Reihe von Gerichtsverfahren, bei denen Eltern von Schülern der Schule Klage erhoben, um den Betrieb der Anlage einstellen zu lassen. Sie glaubten, einen Anstieg von Krebserkrankungen unter Personen zu bemerken, die Emissionen durch die Bohreinrichtung ausgesetzt waren. Die Kläger gaben an, dass ein „Cluster“ von 280 Krebserkrankungen – vor allem Hodgkin-Lymphom, Non-Hodgkin-Lymphome und Schilddrüsenkrebs, über einen Zeitraum von 30 Jahren aufgezeichnet – von Emissionen flüchtiger organischer Verbindungen, einschließlich von Benzol und Toluol durch die Bohrinsel ausging. Proben, die durch den South Coast Air Quality Management District (AQMD) genommen wurden, ergaben keine ungewöhnlichen Daten und 2006 und 2007 wurden die Verfahren eingestellt. Der University of Southern California Medical School zufolge könne man aufgrund der Kenntnisse der in den Klagen genannten Krebsarten nicht davon ausgehen, dass sie durch den Einfluss von Petroleum und seiner Nebenprodukte entstehen.

## Belege
1. 1 2  Oil and Gas Statistics: 2007 Annual Report. (PDF) California Department of Conservation, 31. Dezember 2007, archiviert vom Original am 25. Mai 2017; abgerufen am 4. Juli 2011 (englisch).
2. ↑  2008 Preliminary Report of California Oil and Gas Production Statistics. (PDF) California Department of Conservation, Januar 2009, abgerufen am 4. Juli 2011 (englisch).
3. ↑  well production sums. In: DOGGR database. California Department of Conservation, archiviert vom Original am 21. Juli 2011; abgerufen am 4. Juli 2011 (englisch).  Info: Der Archivlink wurde automatisch eingesetzt und noch nicht geprüft. Bitte prüfe Original- und Archivlink gemäß Anleitung und entferne dann diesen Hinweis.
4. ↑  Beverly Hills Oil Field, in www.oilshalegas.com
5. 1 2 3 4  California Oil and Gas Fields. (PDF) California Department of Conservation, 1998, S. 46, 49, abgerufen am 4. Juli 2011 (englisch).
6. ↑  Horowitz, S. 8.
7. ↑  California Department of Oil, Gas, and Geothermal Resources. In: DOGGR database. California Department of Conservation, archiviert vom Original am 21. Juli 2011; abgerufen am 4. Juli 2011 (englisch).  Info: Der Archivlink wurde automatisch eingesetzt und noch nicht geprüft. Bitte prüfe Original- und Archivlink gemäß Anleitung und entferne dann diesen Hinweis.
8. ↑  DOGGR 1990 Annual Report, S. 15–16.
9. ↑  Mark T. Gamache und Paul L. Frost, Urban Development of Oil Fields in the Los Angeles Basin Area, 1983 to 2001. Publication No. TR52, California Department of Conservation. S. 2.
10. 1 2 3  California Oil and Gas Fields. (PDF) California Department of Conservation, 1998, S. 48, abgerufen am 4. Juli 2011 (englisch).
11. ↑  Reinhard Suchsland, Geology and Production History of the East Beverly Hills Oil Field (Memento vom 6. Oktober 2008 im Internet Archive) (Abstrakt), Los Angeles Basin, California.
12. ↑  Oil History of California, DOGGR. (PDF) Archiviert vom Original; abgerufen am 30. Januar 2012.
13. ↑  Megan Sever: „Urban Oil Drilling“, GeoTimes
14. ↑  DOGGR Beverly Hills Field production query. California Department of Conservation, archiviert vom Original am 21. Juli 2011; abgerufen am 4. Juli 2011 (englisch).  Info: Der Archivlink wurde automatisch eingesetzt und noch nicht geprüft. Bitte prüfe Original- und Archivlink gemäß Anleitung und entferne dann diesen Hinweis.
15. ↑  DOGGR Beverly Hills Field injection query. California Department of Conservation, archiviert vom Original am 21. Juli 2011; abgerufen am 4. Juli 2011 (englisch).  Info: Der Archivlink wurde automatisch eingesetzt und noch nicht geprüft. Bitte prüfe Original- und Archivlink gemäß Anleitung und entferne dann diesen Hinweis.
16. ↑  Urban Oil Production and Subsidence Control - A Case History, Beverly Hills (East) Oilfield, California, Erickson, R.C., Spaulding, A.O. American Institute of Mining, Metallurgical and Petroleum Engineers, Inc. Fall 1975.
17. ↑   Beverly Hills schools dropped from lawsuit over campus oil well, 23. März 2007. Abgerufen am 4. Juli 2011 (englisch).
18. ↑  Martin Kasindorf:  Lawyers calling Beverly Hills High a hazard, USA Today, 28. April 2003. Abgerufen am 4. Juli 2011 (englisch).
19. ↑  Erin Brockovich's Junk Science. Time Magazine, abgerufen am 7. Januar 2022.